# Gommorstjärnen
Gommorstjärnen är en sjö i Ljusdals kommun i Hälsingland och ingår i Ljusnans huvudavrinningsområde. Sjön har en area på 0,161 kvadratkilometer och ligger 265,2 meter över havet. Vid provfiske har elritsa, mört och öring fångats i sjön.

## Delavrinningsområde
Gommorstjärnen ingår i det delavrinningsområde (687057-147763) som SMHI kallar för Ovan VDRID = Vuotnajåkka i Ljusnans vattendragsyta. Medelhöjden är 273 meter över havet och ytan är 24,77 kvadratkilometer. Räknas de 1041 avrinningsområdena uppströms in blir den ackumulerade arean 11 337,78 kvadratkilometer. Avrinningsområdets utflöde Ljusnan mynnar i havet. Avrinningsområdet består mestadels av skog (79 procent). Avrinningsområdet har 1,97 kvadratkilometer vattenytor vilket ger det en sjöprocent på 8 procent.